# Aragóniai Júlia montferrati őrgrófné
Aragóniai Júlia (Nápoly, 1492 – Valencia, 1542. március 10.), olaszul: Giulia d’Aragona, nápolyi királyi hercegnő, házassága révén  montferrati őrgrófné. Aragóniai Sarolta tarantói hercegnő féltestvére, Aragóniai Ferdinánd calabriai herceg édestestvére és Aragóniai Beatrix magyar királyné unokahúga.

## Élete
Édesapja IV. Frigyes nápolyi király, I. Ferdinánd nápolyi király és Chiaromontei Izabella tarantói hercegnő másodszülött fia. Édesanyja Balzo Izabella andriai hercegnő, Balzo Péter (–1487) andriai herceg és Balzo–Orsini Mária (–1481) venosai hercegnő lánya. Júlia volt szülei második gyermeke, öt közös gyermekük közül. Bátyja, Ferdinánd, Calabria hercege, majd Valencia kormányzója lett. Féltestvére, Sarolta feleségül ment XV. Guidóhoz, Laval grófjához.
Júliának és családjának többször kellett menekülnie otthonából. Először 1495-ben VIII. Károly francia király hadjárata idején, majd 1501 szeptemberében XII. Lajos francia király és II. (Katolikus) Ferdinánd aragón király közös intervenciójakor. Nem sokkal előtte ismerkedhetett meg azonban nagynénjével, Aragóniai Beatrix magyar királynéval, aki 1501. március 16-án tért vissza hazájába, miután a pápa elválasztotta második férjétől, II. Ulászlótól. 1501-ben édesapját Franciaországba internálták, míg anyja, Izabella nápolyi királyné és testvérei apjuk halála után az özvegy királyné rokonainál találtak menedéket Ferrarában.
Júlia 1533. április 29-én Ferrarában feleségül ment a Palaiologosz-házból származó János György montferrati őrgrófhoz. Férje azonban másnap a Monferrati Őrgrófság székhelyén, Casaléban a házaspár ünnepélyes bevonulásakor halt meg 45 évesen 1533. április 30-án. Ő volt a Montferrati Őrgrófság utolsó uralkodója a Palaiologosz-házból. Miután Júlia őrgrófné nem esett teherbe a nászéjszakán, és sem férje fattyú fia, sem a család nőtagjai nem örökölhették a trónt, így János György bátyjának, XI. Vilmos montferrati őrgrófnak  (1486–1518) Valois Anna (1492–1562) alençoni hercegnővel kötött házasságból született lánya, Monferrati Margit (1510–1566) őrgrófnő, aki János György elődjének, V. Bonifác monferrati őrgrófnak (1512–1530) a nővére volt, részesülhetett 1536-ban abban császári kegyben, hogy férjét, II. Frigyes (1500–1540) mantovai herceget, akit már 1530-ban V. Károly német-római császár hercegi rangra emelt, most kinevezte Montferrat őrgrófjává.
A hirtelen özvegyen maradt Júlia édesanyja pár héttel ezután halt meg 1533. május 22-én Ferrarában. Júlia ezután követte bátyját Valenciába, nem ment többé férjhez, és itt élt haláláig.